# Todorka
Todorka (in bulgaro Тодорка) è una montagna alta 2.746 m s.l.m.. Si trova nel Pirin, nel sud-ovest della Bulgaria.